# Пасічна Воліна Петрівна
Волі́на Петрі́вна Па́січна (25 травня 1928, Красилівка — 19 червня 1994, Київ) — українська перекладачка, редакторка. Член Спілки письменників України з 1982 р. Нагороджена орденом «Знак Пошани».

## Біографія
Воліна Петрівна народилася в с. Красилівка в сім'ї вчителя. Вчилась на слов'янському відділенні філологічного факультету Київського університету ім. Т. Г. Шевченка, після закінчення (у 1951 р.) читала курси історії чеської мови та літератури, сучасної чеської мови на кафедрі слов'янської філології цього ж факультету. 1958–1959 рр. — виконувала обов'язки доцента цієї кафедри. Досліджувала історію чеської мови та літератури, історичну граматику чеської мови, працювала в галузі теорії та практики перекладу. Написала понад десять наукових праць.
З 1958 р. Воліна Пасічна працювала літературним редактором журналу «Всесвіт», з 1966 р. завідувала відділом художньої літератури соціалістичних країн. Перекладала з польської, словацької, чеської та німецької мов твори Сильвестра Банася, Єжи Брошкевича, Зиґмунта Баумана, Ладислава Фукса, Зденека Плугаржа, Ґустава Бареша, Ярослава Матейки, Марії Маєрової, Ярослави Блажкової, Яна Соловича, Йоахіма Новотного та інших.
З усього перекладацького доробку Воліни Пасічної виділяється роман відомого чесько-французького письменника Мілана Кундери «Нестерпна легкість буття», який почали публікувати у «Всесвіті» місяць після її смерті.
Ще студенткою Воліна Пасічна одружилася з Іваном Пасічним, у подружжя була дочка Олена (* 1950), що здобула філологічну освіту. Рано овдовіла, померла від важкої невиліковної хвороби. Похована в Києві, на Міському кладовищі, ділянка № 76, ряд № 6, місце № 2.

## Переклади
з польської
- Сильвестр Банась. «У зеленому курені». — К: Веселка, 1963, 1966, 1975
- Єжи Брошкевич. «Довго і щасливо». — К.: Дніпро, 1974. — 256 с.
- Генрик Ворцелль. «Гріх Антонія Груди». — «Всесвіт» № 4, 1974.

з чеської
- Ґустав Бареш. «Три поєдинки Яна Зіки». — К.: Радянський письменник, 1964. — 343 с.
- Зденек Плугарж. «Успіх» // «Скляна дама». «Успіх». — К.: Дніпро, 1976
- Ян Козак. «Лелече гніздо». — Всесвіт, 1977, № 8
- Ладислав Фукс. «Варіації для глухої струни». — К.: Дніпро, 1980
- Марія Маєрова. «Шахтарська балада» // М. Майєрова. І. Ольбрахт. «Вибране». — К: Дніпро, 1982
- Карел Місарж. «Околиця» (частина І). — К: Молодь, 1989. — 272 с. ISBN 5-7720-0220-1
- Мілан Кундера. «Нестерпна легкість буття» — Київ: «Всесвіт», 1994, № 8, 9 (посмертно)

зі словацької
- Ярослава Блажкова. «Нейлоновий місяць». — К: Молодь, 1968. — 114 с.
- Ян Солович. «Право на помилку» // Всесвіт. 1983. № 9
- Яна Шрамкова. «Біла стрічка в твоєму волоссі». — К.: Веселка, 1991. — 132 с. ISBN 5301006977

з німецької
- Йоахім Новотний. «Такий собі Робель». — К., 1989 (разом із Володимиром Міщенком)